# Chapelle Saint-Basile-de-Tableau
La chapelle Saint-Basile-de-Tableau, aussi appelée Chapelle de Saint-Basile-de-Tableau de Sainte-Rose-du-Nord, est un établissement patrimonial religieux construit en 1911 dans la municipalité de Sainte-Rose-du-Nord.

## Voir plus